# Renegades de Richmond (SPHL)
Pour les articles homonymes, voir Renegades.
Les Renegades de Richmond sont une franchise américaine de hockey sur glace qui a évolué dans la Southern Professional Hockey League de 2006 à 2009. Elle était basée à Richmond dans l'État de la Virginie aux États-Unis.

## Historique
L'équipe est fondée en 2006. Elle est détenue par Allan B. Harvie Jr., fondateur de l'ancienne franchise du même nom qui a évolué dans l'ECHL de 1990 à 2003. Après seulement trois saisons, n'ayant pas pu réunir les fonds nécessaires au maintien de son activité, l'équipe est dissoute en n'ayant jamais franchi le 1er tour des séries éliminatoires.

## Statistiques
| No | Saison    | PJ | V  | D  | DP | DTB | BP  | BC  | Pts | Classement | Séries éliminatoires | Entraîneur   |
| -- | --------- | -- | -- | -- | -- | --- | --- | --- | --- | ---------- | -------------------- | ------------ |
| 1  | 2006-2007 | 56 | 27 | 25 | 4  | 0   | 187 | 219 | 58  | 5e place   | Éliminés au 1er tour | John Brophy  |
| 2  | 2007-2008 | 52 | 27 | 22 | 1  | 2   | 178 | 174 | 57  | 4e place   | Éliminés au 1er tour | Brian Goudie |
| 3  | 2008-2009 | 60 | 30 | 27 | 3  | 0   | 215 | 235 | 63  | 5e place   | Non qualifiés        | Brian Goudie |